# Pudella carlae
Pudella carlae é uma espécie de cervídeo natural do Peru. Foi descoberta em 2024 como sendo uma espécie distinta do Pudu mephistophiles, do qual está separada geograficamente pela Depressão de Huancabamba. É a primeira espécie de cervídeo existente a ser descrita no século XXI.

## Etimologia
Seu epíteto carlae homenageia a colega bióloga Carla Gazzolo, que salvou a vida do coautor Javier Barrio quando o mesmo teve um problema vascular.

## Taxonomia
O Pudu mephistophiles foi historicamente dividido em duas subespécies, sendo a subespécie-tipo P. m. mephistophiles a localizada na região de Papallacta, Equador, e P. m. wetmorei localizada na região do Parque Natural Nacional Puracé, Colômbia. Posteriormente, foi descoberto que ambos eram variações individuais dentro de uma de duas populações distintas, localizadas na Colômbia, no Equador e na porção norte do Peru. A segunda população foi identificada no centro do Peru, separada da primeira pela Depressão de Huancabamba.
A população do sul foi considerada distinta de P. mephistophiles em 2024. A primeiro momento, foi considerada pelos pesquisadores como uma subespécie de P. mephistophiles, porém depois foi descrita como uma nova espécie, P. carlae, devido as  diferenças morfológicas e a variação genética. Foi descoberto que está é a primeira espécie de cervo existente descoberta no século 21 e a primeira no Novo Mundo em mais de 60 anos.
O estudo que descreveu P. carlae descobriu que ele e o pudu do norte (P. mephistophiles) não estavam diretamente relacionados com o pudu do sul, (P. puda). Como o P. puda é a espécie-tipo do gênero Pudu, as outras duas foram colocadas no gênero ressuscitado Pudella para suprir a distinção. Esse gênero havia sido criado em 1913 para explicar as principais diferenças entre o pudu do norte e o do sul.
Tanto Pudu quanto Pudella são gêneros pertencentes à tribo Odocoileini, que inclui os cervos neotropicais, embora não sejam pais diretos.

## Descrição
O Pudella carlae pesa entre aproximadamente 7 e 9 quilos, sendo maior que o P. mephistophiles, a menor espécie, mas menor que o Pudu puda.
Seu corpo possui uma pelagem marrom-alaranjada, diferenciando da coloração mais escura das outras duas espécies. A cabeça é majoriatiamente preta, apesar de não tanto quanto P. mephistophiles, pois a coloração do corpo alcança até à testa. As orelhas são ovais, contrastando com as orelhas arredondadas de P. mephistophiles e com as orelhas pontiagudas de P. puda. O formato dos dentes incisivos também difere dos demais pudus.

## Ecologia e comportamento
Pudella carlae possui uma alimentação baseada em samambaias, folhas e frutos, principalmente as de arbustos e pequenas árvores, embora tenha sido relatado que a espécie sobe em troncos inclinados de árvores para comer suas folhas.
O Pundella carlae é encontrado a sudeste da depressão de Huancabamba nos Yungas peruanos, em florestas nubladas ao longo do oriente dos Andes peruanos. É encontrado em áreas como o Parque Nacional Rio Abiseo, o Parque Nacional Yanachaga-Chemillén, o Santuário Nacional Pampa Hermosa, a Floresta de Proteção Pui Pui e a Floresta de Proteção Alto Mayo.

Vive em altitudes que variam de 1 800 a 3 000 metros.